# Floyd Hill
Floyd Hill es un lugar designado por el censo ubicado en el condado de Clear Creek en el estado estadounidense de Colorado. En el Censo de 2010 tenía una población de 998 habitantes y una densidad poblacional de 73,12 personas por km².

## Geografía
Floyd Hill se encuentra ubicado en las coordenadas 39°43′30″N 105°26′4″O / 39.72500, -105.43444. Según la Oficina del Censo de los Estados Unidos, Floyd Hill tiene una superficie total de 13.65 km², de la cual 13.64 km² corresponden a tierra firme y (0.06%) 0.01 km² es agua.

## Demografía
Según el censo de 2010, había 998 personas residiendo en Floyd Hill. La densidad de población era de 73,12 hab./km². De los 998 habitantes, Floyd Hill estaba compuesto por el 95.89% blancos, el 0.9% eran afroamericanos, el 0.4% eran amerindios, el 0.8% eran asiáticos, el 0% eran isleños del Pacífico, el 0.3% eran de otras razas y el 1.7% pertenecían a dos o más razas. Del total de la población el 3.01% eran hispanos o latinos de cualquier raza.